# Marr–Hildreth
Em visão computacional, o filtro de Marr-Hildreth é um técnica de detecção de bordas baseado na segunda derivada da gaussiana:
{\displaystyle {G}''(\rho )=-{\frac {1}{2\pi \sigma ^{4}}}e^{\frac {-x^{2}}{2\sigma ^{2}}}{\begin{bmatrix}1-{\frac {\rho ^{2}}{\sigma ^{2}}}\end{bmatrix}}}
{\displaystyle \bigtriangledown ^{2}G\sigma (r)={\frac {-1}{\pi \sigma ^{4}}}{\begin{pmatrix}1-{\frac {r^{2}}{2\sigma ^{2}}}\end{pmatrix}}e^{\frac {-x^{3}}{2\sigma ^{2}}}}
que pode ser adaptado facilmente para uma variável, sendo visto como a segunda derivada da gaussiana:
{\displaystyle {\frac {d^{2}G\sigma \left(2\right)}{dx^{2}}}=-{\frac {1}{\sqrt {2\pi \sigma ^{3}}}}e^{-{\frac {1}{2}}\left({\frac {x^{2}}{\sigma }}\right)}+{\frac {1}{\sqrt {2\pi \sigma ^{5}}}}x^{2}e^{-{\frac {1}{2}}\left({\frac {x^{2}}{\sigma }}\right)}}
Para determinar as bordas do sinal I(ρ), é realizada a convolução com o filtro de Marr-Hildreth unidimensionais e localizados os cruzamentos no eixo x (cruzamentos por zero), que correspondem as bordas do sinal.